# Vestingwallen van Grevelingen

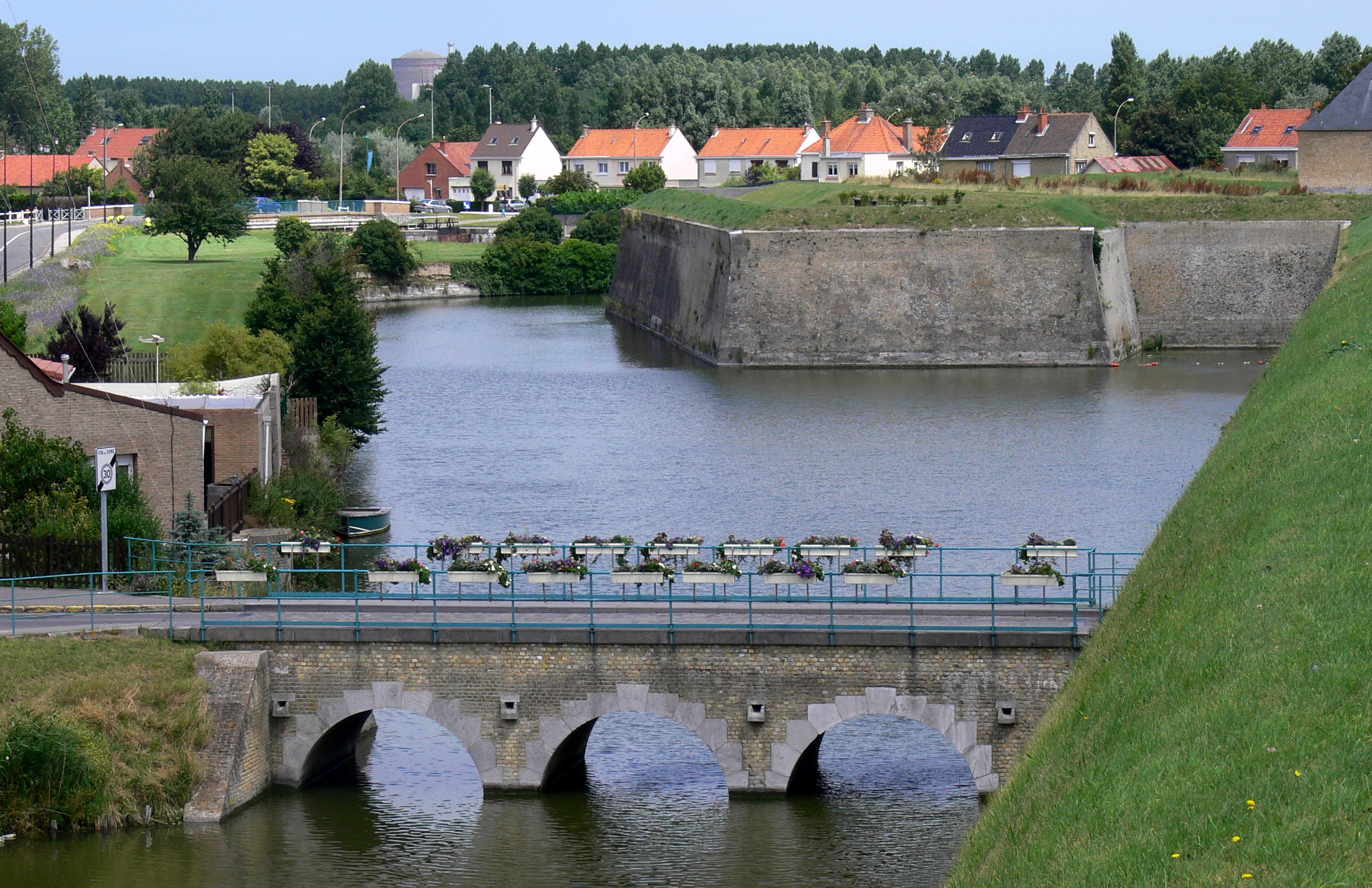
Grachtengordel van Grevelingen

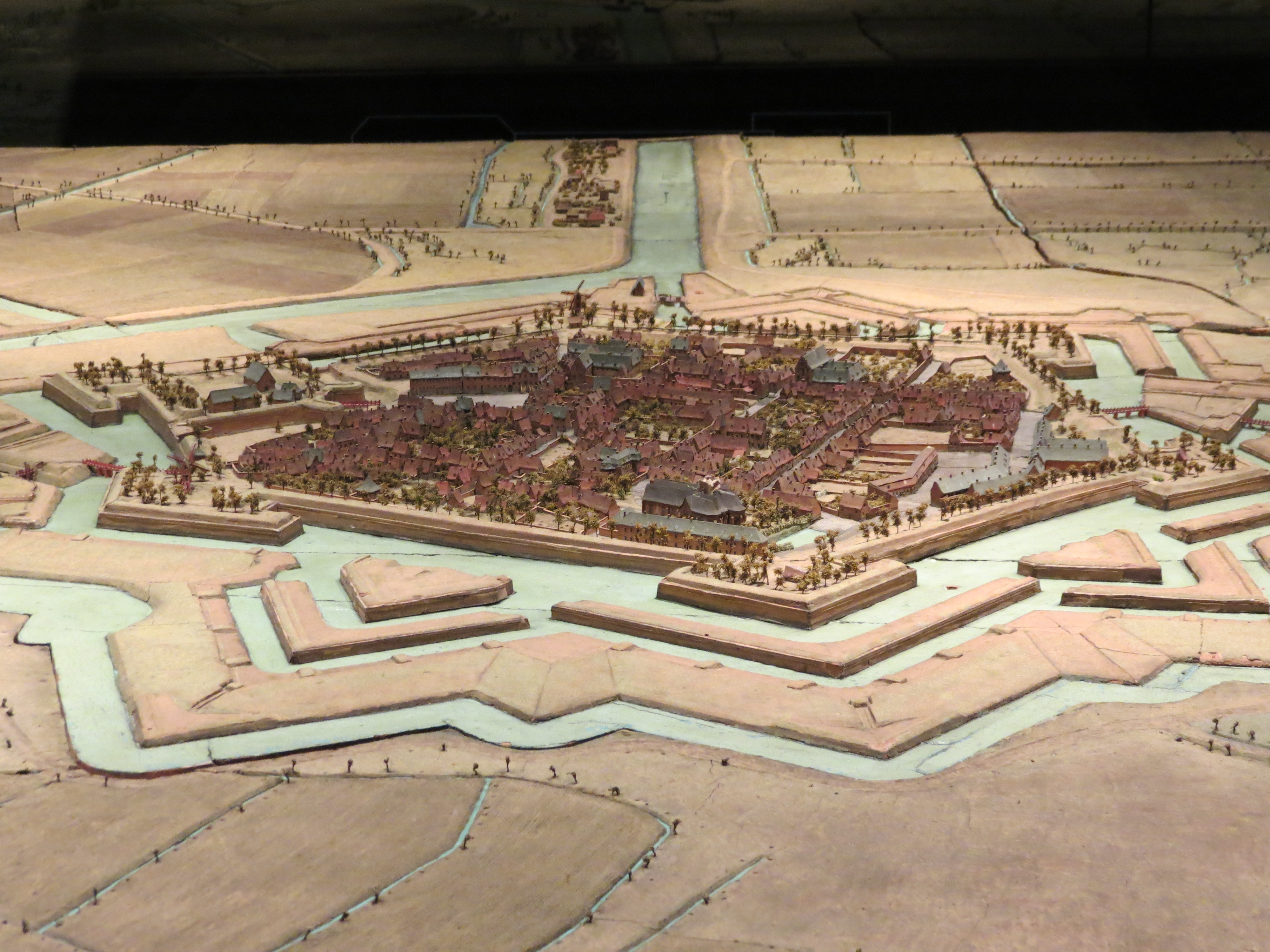
Maquette van Grevelingen (datering ontbreekt)

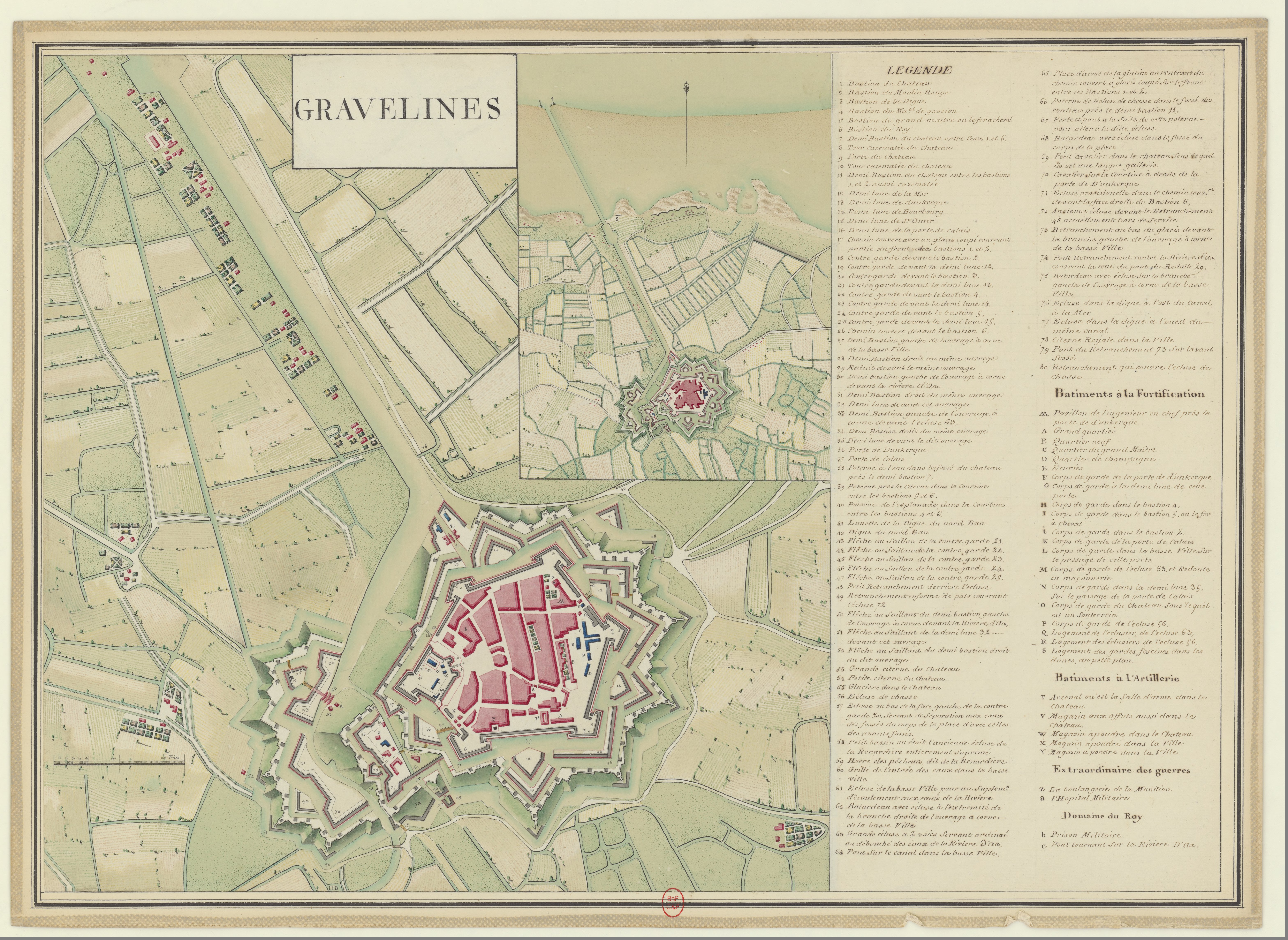
Kaart met vestingwerken Grevelingen uit 1777

De Vestingwallen van Grevelingen vormen de versterking van de in het Franse Noorderdepartement gelegen stad Grevelingen (Gravelines).
Aangezien Grevelingen een grensstad vormde tussen het graafschap Vlaanderen, later de Spaanse Nederlanden, en Frankrijk, kwam het regelmatig tot oorlogshandelingen. Ook Engeland speelde daar een rol in.
De stad had dus versterking nodig. De huidige versterking werd aangelegd tijdens het bewind van keizer Karel V en werd uitgebouwd tijdens de periode van de Spaanse Nederlanden. Tijdens de 17e eeuw vonden regelmatig schermutselingen plaats waarbij een groot deel van de stad werd verwoest en de stad ook regelmatig van eigenaar wisselde. In 1659 kwam de stad definitief in handen van Frankrijk. Het was nu geen grensstad meer, maar bleef wel een garnizoensstad. Zo kwam er een arsenaal, er kwamen kazernes en dergelijke. Het was Vauban die de laatste wijzigingen aan de vestingwallen aanbracht en ook andere bouwwerken, zoals de citadel, inrichtte.
Aldus bleef Grevelingen omringd door een dubbele grachtengordel, steile stadsmuren en een zestal bastions. Het bouwwerk is sinds 1936 een Frans monument historique.